# Masdevallia zygia
Masdevallia zygia là một loài thực vật có hoa trong họ Lan. Loài này được Luer & Malo mô tả khoa học đầu tiên năm 1981.